# Prato Sport Club 1930-1931
Questa voce raccoglie le informazioni riguardanti il Prato Sport Club nelle competizioni ufficiali della stagione 1930-1931.

## Rosa
| N. |                   | Ruolo | Calciatore            |
| -- | ----------------- | ----- | --------------------- |
|    | Italia (bandiera) | A     | Rolando Bardazzi      |
|    | Italia (bandiera) |       | Walter Bettazzi       |
|    | Italia (bandiera) | A     | Giuseppe Bucchia      |
|    | Italia (bandiera) | D     | Mario Canestri        |
|    | Italia (bandiera) | D     | Carlo Ciardi          |
|    | Italia (bandiera) | D     | Nello Corti           |
|    | Italia (bandiera) |       | Luigi Degli'Innocenti |
|    | Italia (bandiera) | A     | Alberto Dini          |
|    | Italia (bandiera) | A     | Mario Gelada          |
|    | Italia (bandiera) | P     | Wisman Gori           |
|    | Italia (bandiera) | P     | Gino Gori             |
|    | Italia (bandiera) |       | René Grassi           |
|    | Italia (bandiera) |       | Ottavio Grazzini      |
|    | Italia (bandiera) |       | Armando Limberti      |

| N. |                   | Ruolo | Calciatore         |
| -- | ----------------- | ----- | ------------------ |
|    | Italia (bandiera) | C     | Mario Marini       |
|    | Italia (bandiera) | A     | Giovanni Mazzoni   |
|    | Italia (bandiera) | A     | Corinto Miliotti   |
|    | Italia (bandiera) | C     | Ubaldo Miliotti    |
|    | Italia (bandiera) | C     | Selvaggio Morelli  |
|    | Italia (bandiera) | P     | Nilo Loris Nesti   |
|    | Italia (bandiera) |       | Giovanni Pesce     |
|    | Italia (bandiera) | D     | Walter Piccioli    |
|    | Italia (bandiera) | A     | Leoniero Querci    |
|    | Italia (bandiera) | C     | Fernando Salvatori |
|    | Italia (bandiera) |       | Dino Soldi         |
|    | Italia (bandiera) | A     | Urbino Tempestini  |
|    | Italia (bandiera) | C     | Avito Vinattieri   |
|    | Italia (bandiera) | D     | Otello Zampoli     |